# Henri-Jean Martin
Henri-Jean Louis Paul Martin (Parigi, 16 gennaio 1924 – Parigi, 13 gennaio 2007) è stato uno storico francese, specialista di storia del libro e dell'editoria.
Martin, cui precedentemente Lucien Febvre aveva affidato la redazione dell'opera La nascita del libro, è stato il fondatore di quella che si potrebbe chiamare la scuola francese di storia del libro, di cui egli ha definito i caratteri e gli obiettivi grazie ai tanti lavori di cui è stato autore, alle numerose tesi elaborate sotto la sua supervisione tanto all'École nationale des chartes che all'École pratique des hautes études e alla direzione dell'enciclopedica Histoire de l'édition française.
A lui si deve una sintesi degli apporti della cultura scritta, e soprattutto della rivoluzione della stampa, nello sviluppo della civiltà europea, di cui ha dato una sintesi in Storia e potere della scrittura. Con il suo ultimo libro Aux sources de la civilisation européenne, Martin cominciò una grande riflessione «sulla storia degli strumenti della conoscenza e dei sistemi di comunicazione in seno alle nostre società europee, al fine di comprendere e spiegare le loro evoluzioni e i loro mutamenti psicologici».

## Pubblicazioni
Lista completa: École nationale des chartes, «Bibliographie de Henri-Jean Martin Archiviato il 15 febbraio 2009 in Internet Archive.» (2007)
- L'Apparition du livre, con Lucien Febvre, Albin Michel, Parigi, 1958 (2ª edizione, Albin Michel, Parigi, 1971 - trad. it. La nascita del libro, Laterza, Roma-Bari, 2010)
- Livre, pouvoirs et société à Paris au XVIIe siècle (1598–1701), 2 volumi, Droz, Parigi e Ginevra, 1969 (3ª edizione, 2 volumi, Droz, Ginevra, 2000)
- Histoire de l'édition française, diretto con Roger Chartier, 4 volumi, Promodis, Parigi, 1983–1986 (2ª edizione, 4 volumi, Fayard et Cercle de la librairie, Parigi, 1989–1991)
- Histoire et pouvoirs de l'écrit, prefazione di Pierre Chaunu, Perrin, Parigi, 1988 (2ª edizione, Albin Michel, Parigi, 1996 - trad. it. Storia e potere della scrittura, Laterza, Roma-Bari, 2009)
- Aux sources de la civilisation européenne. Albin Michel, Parigi, 2008 - Livre de Poche, 2010